# Newburgh-Verschwörung
Als Newburgh-Verschwörung (englisch: Newburgh Conspiracy) bezeichnet man einen Disput zwischen der Kontinentalarmee und dem Kontinentalkongress um den nicht gezahlten Sold. Ob die Kontinentalarmee, wie sie dem Kongress androhte, einen echten Coup d’Etat vorbereitete, ist unter Historikern umstritten.

## Hintergrund

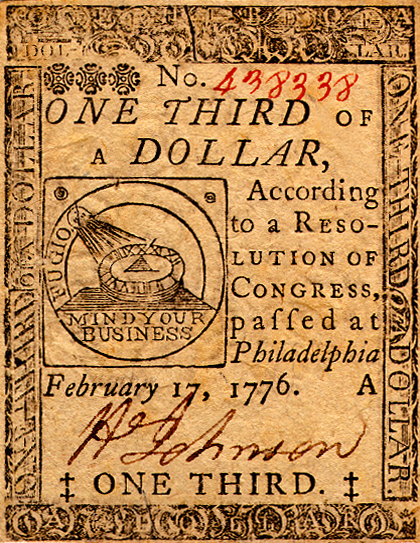
⅓ Continental Dollar

Der Kontinentalkongress versuchte während des Amerikanischen Unabhängigkeitskriegs sich selbst und die Kontinentalarmee mit dem Continental, einem neuen Papiergeld, zu finanzieren. Dieses kollabierte aber wegen Inflation; „Worthless as a Continental“ („Wertlos wie ein Kontinentaler“) wurde zu einem gängigen Sprichwort. Im März 1780 erklärte der Kontinentalkongress, dass er den Continental in einem Verhältnis von 40 zu 1 auflösen würde, womit er praktisch die Insolvenz erklärte. Wegen dieser verschlechterte sich die Nachschubsituation der Kontinentalarmee stark. Jedoch erhielten die Soldaten auch keinen Sold, was ihren Dienst in der Armee für sie praktisch wertlos machte. Wichtig war auch ein Versprechen des Kontinentalkongresses, den Offizieren nach dem Krieg für den Rest ihres Leben die Hälfte ihres Soldes als Pension zu zahlen. Wegen der unsicheren ökonomischen Situation des Kontinentalkongresses erwarteten viele jedoch nicht, dass das Versprechen eingehalten werden könne. Um ihre ökonomische Situation zu verbessern, übertrug der Kontinentalkongress schon im Dezember 1779 die Bezahlung der Armeen auf die unter den Konföderationsartikeln mächtigen Staaten, die wegen ihrer schlechten ökonomischen Situation auch kein Geld bezahlen konnten. Tausende desertierten und Vorfälle von Ungehorsam flackerten mehrmals auf.
Unter dem Namen Nationalisten (Später Föderalisten) bildete sich im Kontinentalkongress eine Fraktion, die den Kontinentalkongress ermächtigen wollte und ihm ein stabiles Einkommen verleihen wollte. Der Anführer der Nationalisten war anfangs der Unternehmer Robert Morris, weitere wichtige Nationalisten waren die Mitglieder des Kontinentalkongress Alexander Hamilton und James Madison und der Stellvertreter von Robert Morris, Gouverneur Morris (nicht verwandt). Einer ihrer ersten Erfolge war die Gründung mehrerer Posten wie den des Secretary of Foreign Affairs (Außenminister) und den des Superintendant of Finance (Finanzminister), die Komitees ersetzten. Letzteren Posten, der wegen der schlechten finanziellen Lage des Kontinentalkongresses besonders wichtig war, erhielt Robert Morris. Einer der ersten und wichtigsten nationalistischen Vorschläge war ein Zoll von 5 %, allerdings scheiterte es an dem kleinen Staat Rhode Island, das wie jeder Staat ein Vetorecht hatte. Als auch das mächtige Virginia den Zoll ablehnte, gaben die Nationalisten den Vorschlag vorerst auf.
Die Schlacht von Yorktown beendete den Unabhängigkeitskrieg De facto als einen amerikanischen Sieg und Friedensverhandlungen wurden eingeleitet. Befürchtungen der Offiziere stiegen aber, da nach einem Friedensschluss die Armee aufgelöst werden würde, woraufhin ihre Forderungen für sichere Pensionen ignoriert werden könnten. Dabei war die fehlende Bezahlung und die unsicheren Pensionen nur ein Faktor. Offiziere gewöhnten sich in der Armee an Respekt, den sie in ihren Augen wegen ihrer Opfer während des Kriegs auch nach dem Krieg verdienten. Ihre Behandlung durch den Kongress sahen sie deshalb als empörend an. Damit Zivilisten sie nicht ähnlich oder sogar schlechter behandelten, wollten sie dies verändern. Die Offiziere entwickelten ein Gefühl von Märtyrertum.

## Verlauf

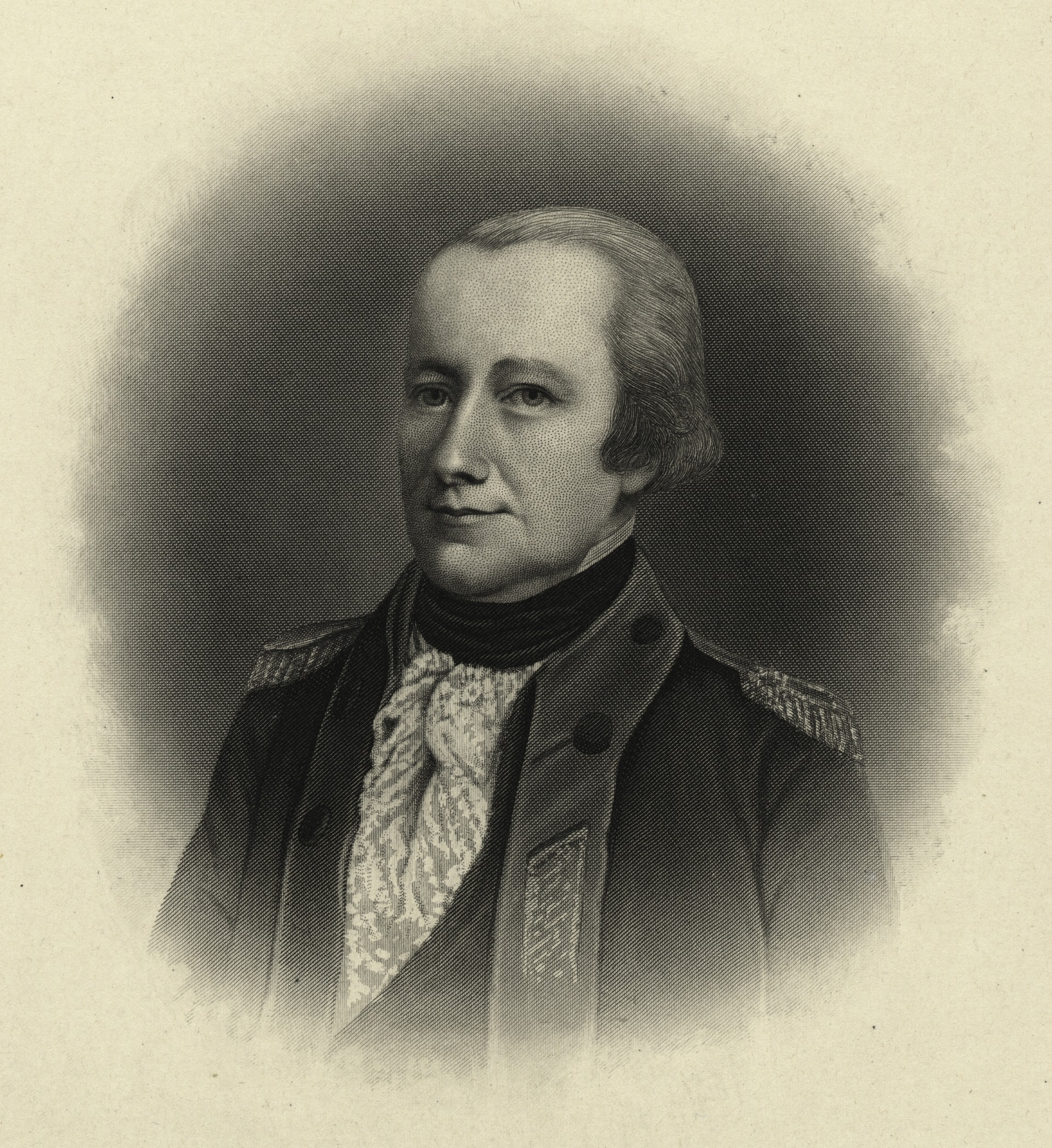
Alexander McDougall

Generalmajor Alexander McDougall führte im Dezember 1782 eine Delegation, bestehend aus ihm und den Obersten John Brooks und Matthias Ogden, zum Kontinentalkongress um eine Petition zu überreichen. Sie, die alles trugen, was ein Mann tragen könne, schlugen vor, dass ihre Pensionen in einer Pauschale abbezahlt werden sollten oder dass sie fünf Jahre lang nach dem Ende des Krieges eine Pension von ihrem gesamten Sold erhalten sollten. Gleichzeitig warnten sie den Kongress, dass ihr Geduldsfaden bald reißen würde. Nationalisten sahen die Petition als Möglichkeit, den Zoll doch noch durchzusetzen, da er gebraucht würde, um das nötige Geld für die Forderungen der Offiziere zu erwirtschaften.
Ein Treffen zwischen der Delegation unter McDougall und einem Kongresskomitee wurde für den 13. Januar organisiert. Das Komitee wurde von der Gefahr in Newburgh überzeugt, weshalb die Nationalisten Hamilton, Madison und John Rutledge damit beauftragt wurden, ein Bericht über Lösungsansätze zu schreiben. Während der Bericht geschrieben wurde, verhinderte Morris Versuche im Kongress, Lösungsansätze durchzusetzen, die nicht auf der Linie der Nationalisten waren. Vorgelegt wurde der Bericht am 22. Januar. Nur drei Tage später erreichten die Nationalisten einen ersten Sieg, als der Kongress die Macht über den jetzigen Sold und den noch nicht bezahlten Sold auf Robert Morris übertrug. Den wichtigsten Teil des Berichts, die Pauschale, konnten die Nationalisten gegen eine Koalition von New England und New Jersey aber nicht durchsetzen. Besonders schwer war diese Niederlage, weil die hohen Kosten der Pauschale die Staaten zwingen würde, den Zoll anzunehmen um die Kosten zu zahlen. Am 4. Februar wurde die Pauschale erneut abgelehnt.

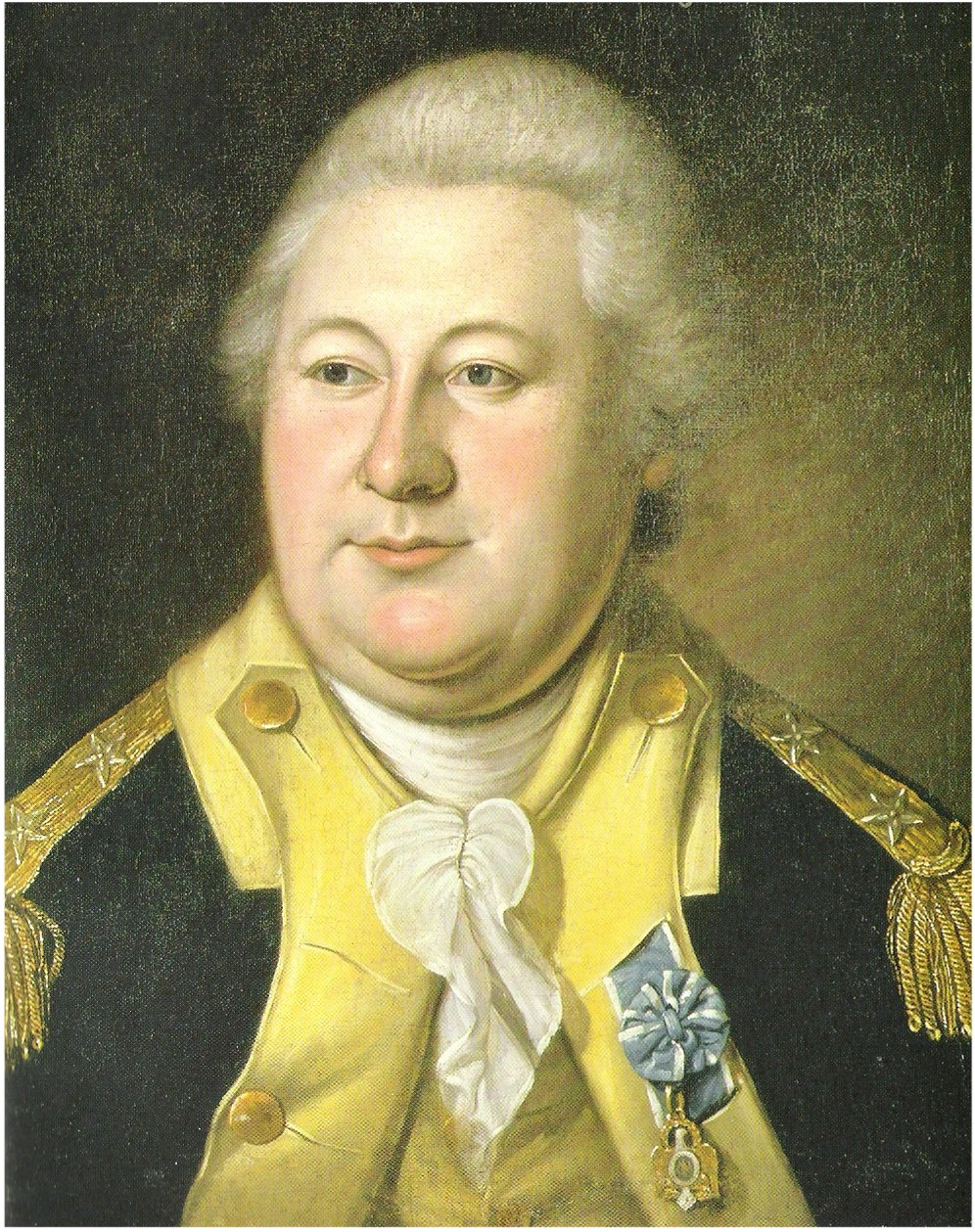
Henry Knox

Die Nationalisten kontaktierten schon drei Wochen vor dem Bericht den Verfasser der Petition, Henry Knox, einen einflussreichen und vertrauten Assistenten des Oberbefehlshabers George Washington, damit er die Offiziere im Lager in Newburgh überzeugen sollte, die Pauschale und den Zoll offen zu unterstützen. Am 8. Februar sandten die Nationalisten Brooks, um Knox, der noch nicht geantwortet hatte, zur Antwort zu zwingen. Auch Washington wurde durch Hamilton, der während des Unabhängigkeitskriegs vier Jahre lang als sein Aide-de-camp diente, kontaktiert. Hamilton warnte ihn vor unzufriedenen Offizieren, deren Forderungen er präsentieren müsste damit der Kontinentalkongress sie beachtete. Eine Woche später behauptete Hamilton vor dem Kongress, dass die Armee sich auf eine Revolte geeinigt habe, falls der Kontinentalkongress die Pensionen nicht zahle. Washington sei unter den Offizieren wegen seiner Geduld und Vorsicht zu unpopulär um eine Revolte zu verhindern.
Als die Nationalisten noch auf eine Antwort von Knox warteten, bot sich ihnen eine Gruppe von jungen Offizieren unter Horatio Gates, Washingtons Rivalen und Stellvertreter, als eine Alternative an. In einer möglichen Meuterei würden diese Washington möglicherweise nicht gehorchen, falls er ihnen Gehorsam gegenüber dem Kontinentalkongress befehle. Diese „Gates-Kabale“ war jedoch vorerst nur eine gefährliche letzte Möglichkeit, falls Knox ablehnte. Gates und seine Kabale repräsentierten nur einen kleinen Teil der Armee. Des Weiteren waren viele Führungspersönlichkeiten der Nationalisten wie Hamilton während der Conway-Kabale zu persönlichen Gegnern von Gates geworden. Knox lehnte ab, da er die Reputation der Armee nicht beflecken wollte. Nachrichten davon erreichten die Nationalisten Ende Februar. Am 26. Februar schrieb McDougall einen Brief an Knox, in dem er erneut um dessen Hilfe bat. Gleichzeitig machte Robert Morris seinen Rücktritt bekannt, was ein Schock war. Einige Tage später wurde Oberst Walter Steward zu Gates gesandt, den er am 8. März erreichte. Historikern ist der Inhalt des Gespräches nicht bekannt, allerdings wurde wenig später ein anonymer Brief veröffentlicht, heute bekannt als die erste „Newburgh Adress“. Der Autor, wahrscheinlich der Offizier John Armstrong, forderte die Erfüllung der Petition, ansonsten würde die Armee entweder den Kongress schutzlos vor einem britischen Angriff lassen oder selbst auf den Kongress marschieren. Am 11. März sollten sich Offiziere der Kontinentalarmee treffen, um die Wortwahl einer neuen Petition zum Kongress zu diskutieren, allerdings sollte Washington, der in den anonymen Briefen stark kritisiert wurde, an der Konferenz nicht teilnehmen.

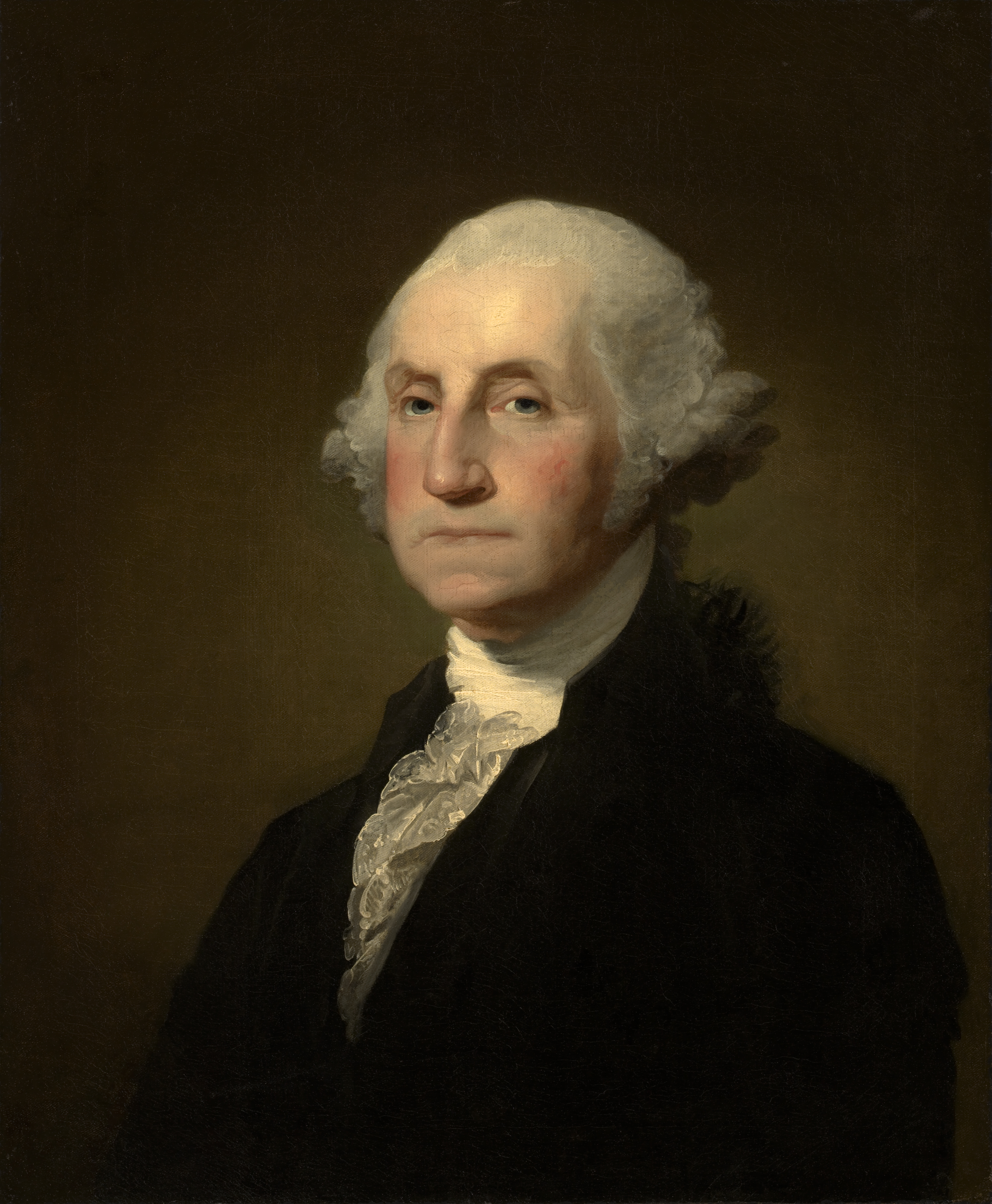
George Washington (Gilbert Stuart)

Briefe von Washington zeigen, dass er vermutete, dass die Offiziere von Mitgliedern des Kontinentalkongresses kontrolliert würden. Die Autorenschaft der „Newburgh Adress“ gehörte seiner Meinung nach zu einem Mitglied des Kontinentalkongress‘, am wahrscheinlichsten zu Gouverneur Morris. Trotzdem forderte er die Bezahlung der Pensionen vom Kontinentalkongress. Am 11. März ergriff er die Initiative und verhinderte die Konferenz, die er als ungeordnet und irregulär bezeichnete. Stattdessen sollten sich die Offiziere am 15. März in einer Konferenz treffen, um einen Bericht eines Kongresskomitees zu hören und sich darüber zu beraten. Das Datum des 15. März‘ trug symbolische Kraft: An ihm, dem Iden des März, wurde Julius Cäsar verraten und ermordet. Die „Gates-Kabale“ konterte mit einer zweiten „Newburgh Adress“. Der erneut anonyme Autor sah diesen Befehl von Washington nicht als einen Angriff auf die „Gates-Kabale“, sondern als eine Unterstützung. Ein Befehl von Washington würde dem Treffen Legitimität verleihen. Washington selbst sollte nicht teilnehmen, aber als die Sitzung mittags begann, betrat Washington den Konferenzsaal und hielt eine Rede.
In der Rede verurteilte Washington den Verfasser des Briefes als unmilitärisch und fragte, ob er überhaupt ein Freund der Armee und des Landes sei, oder nicht eher ein heimtückischer Feind wie ein britischer Agitator. Seine Argumente seien von Gefühl statt Vernunft geleitet. Dieser würde eine grauenhafte Entscheidung zwischen dem Verlassen der Nation in ihrer Stunde der Not oder dem Richten der Waffen gegen sie bieten. Die Offiziere sollten dem Kontinentalkongress so sehr vertrauen wie sie ihm vertrauten, der von Anfang an für die Armee kämpfte. Dem Kontinentalkongress, versprach Washington, würde er weiterhin Briefe senden, in denen er um Unterstützung für die Armee bäte. Nach seiner Rede zog er einen Brief vom Mitglied des Kontinentalkongresses Joseph Jones heraus, dessen erster Satz er nicht lesen konnte, weshalb er seine Lesebrille aufsetzen musste. Er entschuldigte sich bei den versammelten Offizieren:

“Gentlemen,  you  will  permit  me  to  put  on  my  spectacles, for I have not only grown gray, but almost blind, in the service of my country.”

„Meine Herren, Sie werden mir erlauben, meine Brille aufzusetzen, denn ich bin im Dienste meines Landes nicht nur grau, sondern fast blind geworden.“

Das einfache Statement bewegte die Offiziere so sehr, dass einige sogar weinten. Es wurde einstimmig der Entschluss gefasst, den Vertrauen der Armee in den Kongress offen bekannt zu geben.

## Folgen
Der Schock, der auf die Treffen folgte, gab den Nationalisten eine Möglichkeit, sowohl die Pauschale als auch den Zoll zu verabschieden. Am 22. März wurde voller Sold für fünf Jahre nach dem Krieg vorgeschlagen und am gleichen Tag vom Kongress und später auch von allen Staaten angenommen. Einen Monat später akzeptierte der Kongress den Zoll, doch beinhaltete er so viele Kompromisse, dass Hamilton nicht mal für ihn stimmte. Viele Staaten in New England lehnten jedoch diesen Zoll ab, da er die dort unpopulären Pensionen finanzieren sollte. Nachdem die Nachricht vom Friedensschluss kurz nach der Verschwörung den Atlantik überquerte, wurde die Armee und in vielen auch das Verlangen nach einer stärkeren Nationalregierung aufgelöst. Die Nationalisten kollabierten: Hamilton und Madison kehrten verärgert in ihre Heimatstaaten New York und Virginia zurück und Robert R. Livingston trat vom Posten des Außenministers ab.
Positiv war die Newburgh-Verschwörung für die Armee. Nicht nur wurden viele ihrer Forderungen erfüllt, sondern ihr Vertrauen in den Kontinentalkongress verlieh ihr viel Prestige.

## Historische Bewertung
Als Standardliteratur zur Newburgh-Verschwörung gelten drei Artikel, die Anfang der 1970er im William and Mary Quarterly veröffentlicht wurden. Diese waren The Inside History of the Newburgh Conspiracy: America and the Coup d’Etat (1970) von Richard H. Kohn, Horatio Gates at Newburgh, 1783: A Misunderstood Role (1972) von Paul David Nelson und The Newburgh Conspiracy Reconsidered (1974) von C. Edward Skeen, wobei die zwei letzteren ein Rebuttal von Kohn beinhalten. Später schrieb Kohn das Buch Eagle and Sword: The Federalists and the Creation of the Military Establishment in America, 1783–1802 (1975), dessen Anfang die Newburgh-Verschwörung behandelt.
Der Anfang von Kohns Argumentation bis zur „Gates-Kabale“ wird von Historikern generell akzeptiert. Er argumentiert, dass die Newburgh-Verschwörung ein Versuch von Nationalisten im Kongress war, insbesondere von Hamilton und von Robert und Gouverneur Morris, die Unzufriedenheit der Armee zu nutzen, um ihre Forderungen im Kongress durchzusetzen. Kontroverser ist seine Interpretation der „Gates-Kabale“, die er mit den Jungtürken vergleicht. Sie seien eine kleine Ansammlung an jungen, extremistischen Offizieren, die loyal zu Gates waren und Washington nicht gehorchen würden. Gates Motivation sei es gewesen, seine Reputation als „Held von Saratoga“ zu verstärken und den Oberbefehl über die Armee zu erhalten. Diese Gruppe begann einen Coup d’Etat zu planen, was Kohn zufolge ein realitätsferner Plan gewesen sei. Falls Washington nicht eingetreten wäre und die Kabale damit einen freien Weg gehabt hätte, wäre ein Coup d’Etat wegen der politischen Situation im Staat unmöglich gewesen. Stattdessen konnten die Offiziere nur passiv den Gehorsam verweigern, was aber trotzdem zu einer Krise geführt hätte, die die politische Landschaft der jungen Nation geprägt hätte. Dass die Nationalisten diese Möglichkeit akzeptierten, würde ihre Verzweiflung und nicht ihr Ziel wiedergeben. Um dieses Ergebnis zu verhindern, haben sie Washington über die „Gates-Kabale“ informiert. Die historische Bedeutung der Newburgh-Verschwörung sieht Kohn im Präzedenzfall, das die erste US-amerikanische Armee es explizit ablehnte, Einfluss auf die Politik zu üben.
Als Antwort auf Kohns Artikel schrieb Nelson Horatio Gates at Newburgh, 1783: A Misunderstood Role, in dem er die Darstellung von Gates in Kohns Interpretation angreift. Gates habe kein Coup d’Etat versucht. Verschiedene Vorfälle würden darauf hinweisen, dass Gates im Gegenteil in der Vergangenheit den zivilen Autoritäten strikt folgte. Kohns Belege reichten nicht aus, um zu beweisen, dass er in der Newburgh-Verschwörung anders agierte. Nelson sieht Gates Motivation als weitaus selbstloser: Es sei das Ziel gewesen, seine Kameraden zu unterstützen. In seiner Antwort weicht Kohn von seiner Position nicht ab.
Auch C. Edward Skeen argumentiert in The Newburgh Conspiracy Reconsidered gegen Kohns Interpretation der „Gates-Kabale“. Erstens sei die Kabale etwas größer gewesen als die sehr kleine Gruppe an fünf Offizieren, die Kohn vorschlägt. Zweitens würden diese jungen Offiziere nicht unbedingt aus Wut agieren, sondern auch um ihre Kameraden zu unterstützen. Weitaus Wichtiger sei aber deren Motivation, die kein Coup d’Etat gewesen sei. Die Aktionen der Kabale würden damit nicht passen. Kohns Argument, das die Konferenz zur Planung eines Coup d’Etat einberufen wurde, weist Skeen zurück.